# Закон Гарроу
Закон Гарроу (англ. Garrow’s Law) — британский телесериал 2009 год — 2011 годов. Состоит из 12-ти полнометражных серий, выходивших по четыре в год, т. е. трёх сезонов.

## Сюжет
Действие сериала разворачивается в конце XVIII века, во времена правления недееспособного из-за болезни короля Георга III. В центе сюжета — история молодого адвоката Уильяма Гарроу — человека незнатного происхождения (о чём недоброжелатели ему напоминают при любой возможности, часто даже прямо в зале суда), которому чудом удалось получить хорошее образование и должность. Он не только защищает своих клиентов (часто за весьма скромную плату и несмотря на то, что ему обещают гораздо больше, если подсудимый окажется в тюрьме), не боясь браться даже за опасные дела (вроде защиты подозреваемого в мятеже), но и пытается исправить недостатки современной ему судебной системы, зачастую практически связывающей руки защите. Естественно, из-за своего служебного рвения «выскочка» Гарроу наживает себе немало врагов. Вскоре у молодого адвоката появляются и личные проблемы — любовь к замужней женщине (причем жене очень влиятельного человека, что позволило ей несколько раз помочь Гарроу выиграть дело) — леди Саре Хилл, которая с помощью благотворительного общества, в котором состоит, также в меру своих сил пытается искоренять людские пороки.
В основе сюжета лежат реальные судебные дела того времени, сохранившиеся в британских архивах.

## В ролях
- Эндрю Бьюкен — Уильям Гарроу
- Линдси Маршал — леди Сара Хилл
- Алан Армстронг — Джон Сутхаус
- Руперт Грейвс — сэр Артур Хилл
- Эйдан Макардл — мистер Сильвестр
- Майкл Калкин — судья Буллер
- Гарри Меллинг — Джордж Пиннок, племянник Сутхауса
- Стивен Боксер — лорд Мелвилль
- Антон Лессер — Джон Фармер